# Кулеберево
Кулеберево — деревня в Вологодском районе Вологодской области на реке Козьма.
Входит в состав Майского сельского поселения (с 1 января 2006 года по 8 апреля 2009 года входила в Октябрьское сельское поселение), с точки зрения административно-территориального деления — в Октябрьский сельсовет.
Расстояние до районного центра Вологды по автодороге — 22,5 км, до центра муниципального образования Майского по прямой — 5 км. Ближайшие населённые пункты — Бовыкино, Молочная, Овчинкино, Шаньково, Раскопино, Белое, Маурино, Поповка.
По данным переписи в 2002 году постоянного населения не было.